# 提爾曼號驅逐艦 (DD-135)
提爾曼號驅逐艦（舷號DD-135），轉交英國皇家海軍後更名為威斯號，是一艘美國海軍建造的驅逐艦，為維克斯級驅逐艦的61號艦。她是美軍第一艘以提爾曼為名的軍艦，以紀念南卡羅萊納州參議員班傑明·提爾曼（Benjamin Ryan Tillman）。
提爾曼號在1918年於查爾斯頓海軍造船廠開始建造，在1919年下水，其時第一次世界大戰已經結束。提爾曼號要到1921年才告服役，稍作訓練後便在1922年退役封存。1930年提爾曼號重返現役，並參與海軍多次演習與訓練，在1939年再次退役。不久第二次世界大戰爆發，提爾曼號在1940年重新服役，並按租借法案轉交英國，更名為威斯。此後威斯號主要負責護航商船，並曾參與火炬行動。戰事末期威斯號改為空軍靶艦，在1945年退役除籍，並出售拆解。